# Nem csalás, nem ámítás
A Nem csalás, nem ámítás Agatha Christie egyik regénye, melyet 1952-ben a William Collins Sons and Company Ltd. adott ki Nagy-Britanniában. Eredeti címe They Do it with Mirrors. Az Amerikai Egyesült Államokban Murder with Mirrors (Gyilkosság tükrökkel) címmel jelent meg.
Magyar fordításai:
- Először 1990-ben jelent meg Szemfényvesztés címmel a Sorger Kolon Kiadó gondozásában, melyet Kőrös László fordított,
- majd 1997-ben a Hungalibri adta ki Tükrökkel csinálják címmel Csiszár Lajos fordításában,
- ezt pedig Tábori Zoltán 2006-os fordítása követte az Európa Kiadónál, Nem csalás, nem ámítás címmel.

## Szereplők
- Miss Jane Marple
- Juliet Bellever, Carrie-Louise Serrocold ápolónője
- Curry felügyelő
- Ernie Gregg, Gina Hudd színházi segítője
- Christian Gulbrandsen, a Gulbrandsen Intézet egyik fővédnöke, Eric Gulbrandsen legidősebb gyermeke, Carrie-Louise Serrocold mostohafia, Mildred Strete mostohabátyja
- Eric Gulbrandsen, Carrie-Louise Serrocold első férje
- Gina Hudd, Walter Hudd felesége és Carrie-Louise Serrocold mostohaunokája
- Walter Hudd, Gina Hudd férje
- Edgar Lawson, hol Winston Churchill fiának, hol Lewis Serrocold titkárának adja ki magát
- Dr. Maverick, A Gulbrandsen Intézet orvosa
- Alexis Restarick, Stephen Restarick testvére, Carrie-Louise Serrocold előző házasságából született idősebbik fia
- Stephen Restarick, Alexis Restarick testvére, a Gulbrandsen Intézet drámaosztályának és házi színházának vezetője
- Carrie-Louise Serrocold, Miss Marple hajdani iskolatársnője, Eric Gulbrandsen özvegye, Lewis Serrocold felesége, Ruth Van Rydock húga
- Lewis Serrocold, Carrie-Louise Serrocold férje
- Mildred Strete, Carrie-Louise Serrocold édeslánya
- Ruth Van Rydock, Carrie-Louise Serrocold nővére, Miss Marple egykori iskolatársnője

## Történet
Miss Marple Stonygatesbe készülődik a Serrocold család fényűző otthonába, a fiatal bűnözők javítóintézeteként is működő viktoriánus épületbe, ahol néhány hónapot szeretne eltölteni. A rég nem látott iskolatársnő, Carrie-Louise Serrocold örömmel fogadja az ágrólszakadt ismerős szerepét játszó Miss Marple-t, akit a látszat ellenére nem a régi barátság hozott a családhoz. Miss Marple-t Carrie-Louise Serrocold nővére, Ruth Van Rydock kérte meg arra, hogy derítse ki, vajon minden rendben van-e a Serrocold család körül, mivel egy ideje nem tud szabadulni húgával kapcsolatos balsejtelmeitől. Röviddel Miss Marple érkezése után olyan esemény történik, amely azt bizonyítja, hogy Ruth megérzése helytálló volt. Egy célt tévesztett pisztolygolyó, és a lelőtt titokzatos látogató esete arra ösztönzi Miss Marple-t, hogy keresse meg az összefüggéseket, és leplezze le a gyilkost.

## Magyarul
- Szemfényvesztés; ford. Kőrös László; Sorger Kolon, Bp., 1990 (Mesterdetektív kiskönyvtár)
- Tükrökkel csinálják; ford. Csiszár Lajos; Hungalibri, Bp., 1997 (Hunga könyvek)
- Nem csalás, nem ámítás; ford. Tábori Zoltán; Európa, Bp., 2006 (Európa krimi)

## Feldolgozások
- Tükrökkel csinálják 1985-ös amerikai tévéfilm. Rendezte: Dick Lowry.
- Tükrökkel csinálják 1992-es angol tévéfilm. Rendezte: Norman Stone.
- Szemfényvesztők 2009-es angol tévéfilm. Rendezte: Andy Wilson.